# Лига чемпионов АФК 2022 (Плей-офф)
Плей-офф Лиги чемпионов АФК 2022 - заключительный этап главного клубного футбольного турнира Азии, который определит победителя турнира этого сезона.

## Формат
В нокаут раунде сыграют 16 команд, преодолевших групповой этап. Клубы также будут разделены по зонам:
- В верхнюю часть сетки отправились команды из Западной Азии;
- В нижнюю часть сетки отправились команды из Восточной Азии.

Матчи пройдут в один круг в одной стране.
В финальном противостоянии, как и всегда, сыграют победители обеих частей сетки. Финал в этом сезоне будет состоять из двухматчевой серии и состоится в конце февраля 2023 года, почти спустя год после старта турнира.

## Команды
| Команды     | Страна            | Квалификация          |
| ----------- | ----------------- | --------------------- |
| Аль-Духаиль | Катар             | Победитель группы D   |
| Эр-Райян    | Катар             | Второе место группы А |
| Аль-Хиляль  | Саудовская Аравия | Победитель группы А   |
| Аль-Фейсали | Саудовская Аравия | Победитель группы Е   |
| Аль-Шабаб   | Саудовская Аравия | Победитель группы В   |
| Фулад       | Иран              | Победитель группы С   |
| Аль-Ахли    | ОАЭ               | Второе место группы С |
| Насаф       | Узбекистан        | Второе место группы Е |

| Команды             | Страна           | Квалификация          |
| ------------------- | ---------------- | --------------------- |
| Урава Ред Даймондс  | Япония           | Второе место группы F |
| Иокогама Ф. Маринос | Япония           | Победитель группы H   |
| Виссел Кобе         | Япония           | Победитель группы J   |
| Чонбук Хёндэ Моторс | Республика Корея | Второе место группы H |
| Тэгу                | Республика Корея | Победитель группы F   |
| Патхум Юнайтед      | Таиланд          | Победитель группы G   |
| Джохор              | Малайзия         | Победитель группы I   |
| Китчи               | Гонконг          | Второе место группы J |

## 1/8 финала
| Команда 1      | Счёт             | Команда 2           |
| -------------- | ---------------- | ------------------- |
| Тэгу           | 1:2 (после д.в.) | Чонбук              |
| Виссел Кобе    | 3:2              | Йокогама Ф. Маринос |
| Патхум Юнайтед | 4:0              | Китчи               |
| Джохор         | 0:5              | Урава Ред Даймондс  |

| Тэгу      | 1:2 (после д. в.) | Чонбук                               |
| --------- | ----------------- | ------------------------------------ |
| Зека 56'. |                   | Сон Мин Кю 46'; Ким Джин Гю 120'+1'. |

| Виссел Кобе                   | 3:2 | Йокогама Ф. Маринос     |
| ----------------------------- | --- | ----------------------- |
| Лино 7'; Сасаки 31'; Ода 80'. |     | Нисимура 9'; Лопес 89'. |

| Патхум Юнайтед                                     | 4:0 | Китчи |
| -------------------------------------------------- | --- | ----- |
| Ворачит 34'; Ихсан 39'; Дангда 68'; Чатмогкол 87'. |     |       |

| Джохор | 0:5 | Урава Ред Даймондс                                     |
| ------ | --- | ------------------------------------------------------ |
|        |     | Шольц 8' (пен.); Карлссон 19', 39'; Юнкер 84', 90'+1'. |

| Команда 1   | Счёт           | Команда 2 |
| ----------- | -------------- | --------- |
| Аль-Хиляль  | 3:1            | Аль-Ахли  |
| Аль-Шабаб   | 2:0            | Насаф     |
| Аль-Духаиль | 1:1 (7:6 пен.) | Эр-Райян  |
| Аль-Фейсали | 0:1            | Фулад     |

| Аль-Хиляль                             | 3:1 | Аль-Ахли    |
| -------------------------------------- | --- | ----------- |
| Игало 17'; Чан Хён Су 73'; Вьетто 79'. |     | Харбин 86'. |

| Аль-Шабаб                    | 2:0 | Насаф |
| ---------------------------- | --- | ----- |
| Аль-Кахтани 12'; Банега 54'. |     |       |

| Аль-Духаиль                                 | 1:1 | Эр-Райян                   |
| ------------------------------------------- | --- | -------------------------- |
| Мунтари 107'.                               |     | Нзонзи 120'+3'.            |
| Пенальти                                    |     |                            |
| Эдмилсон Жуниор ; · Олунга ; · Нам Тхэ Хи ; | 7:6 | Варгас ; · Боли ; · Нзонзи |

| Аль-Фейсали | -:- | Фулад |
| ----------- | --- | ----- |
|             |     |       |

## 1/4 финала
| Команда 1          | Счёт             | Команда 2      |
| ------------------ | ---------------- | -------------- |
| Виссел Кобе        | 1:3 (после д.в.) | Чонбук         |
| Урава Ред Даймондс | 4:0              | Патхум Юнайтед |

| Виссел Кобе | 1:3 (после д.в.) | Чонбук                                         |
| ----------- | ---------------- | ---------------------------------------------- |
| Юруки 64'.  |                  | Барроу 66'; Густаво 104'; Мун Сон Мин 120'+2'. |

| Урава Ред Даймондс                                    | 4:0 | Патхум Юнайтед |
| ----------------------------------------------------- | --- | -------------- |
| Карлссон 32'; Иванами 42'; Коидзуми 65'; Акимото 72'. |     |                |

| Команда 1 | Счёт      | Команда 2 |
| --------- | --------- | --------- |
| Поб. 1/8  | 7 февраля | Поб. 1/8  |
| Поб. 1/8  | 7 февраля | Поб. 1/8  |

|  | -:- |  |
|  | --- |  |
|  |     |  |

| Флаг Катара | -:- |  |
| ----------- | --- |  |
|             |     |  |

## 1/2 финала
| Команда 1 | Счёт           | Команда 2          |
| --------- | -------------- | ------------------ |
| Чонбук    | 2:2 (1:3 пен.) | Урава Ред Даймондс |

| Чонбук                                               | 2:2 (1:3 пен.) | Урава Ред Даймондс               |
| ---------------------------------------------------- | -------------- | -------------------------------- |
| Пайк Сын Хо 55' (пен.); Хан Кё Вон 116'.             |                | Мацуо 11', Юнкер 120'.           |
| Пенальти                                             |                |                                  |
| Ким Бо Гён · Ли Сён Джи · Пак Джин Сёп · Ким Джин Су | 1:3            | Шольц · Юнкер · Карлссон · Есака |

| Команда 1 | Счёт       | Команда 2 |
| --------- | ---------- | --------- |
| Поб. 1/4  | 10 февраля | Поб. 1/4  |

|  | -:- |  |
|  | --- |  |
|  |     |  |

## Финал
| Команда 1        | Итог | Команда 2         | Матч 1     | Матч 2     |
| ---------------- | ---- | ----------------- | ---------- | ---------- |
| Поб. 1/2 (Запад) | -:-  | Поб. 1/2 (Восток) | 19 февраля | 26 февраля |

| (Запад) | -:- | (Восток) |
| ------- | --- | -------- |
|         |     |          |

| (Восток) | -:- | (Запад) |
| -------- | --- | ------- |
|          |     |         |